# 大火草
大火草（学名：Anemone tomentosa）为毛茛科银莲花属的植物，是中国的特有植物。分布于中国大陆的河南、河北、甘肃、陕西、湖北、四川、山西、青海等地，生长于海拔700米至3,400米的地区，多生长在山地草坡以及路边阳处，目前尚未由人工引种栽培。大火草不僅是很好的觀赏植物，尚具醫療作用。
根據廣西醫科大學以及權威藥物研究機構之實驗，大火草具抗組織炎性水腫、抗菌、提高細胞通透性、以及滋補等功效。
此外，大火草莖含纖維，脫膠後可搓繩；種子可炸油，含油率為15%左右，種子毛可作填充物，救生衣等。

## 别名
野棉花、山棉花、白頭翁、大头翁（陕西）

## 圖片

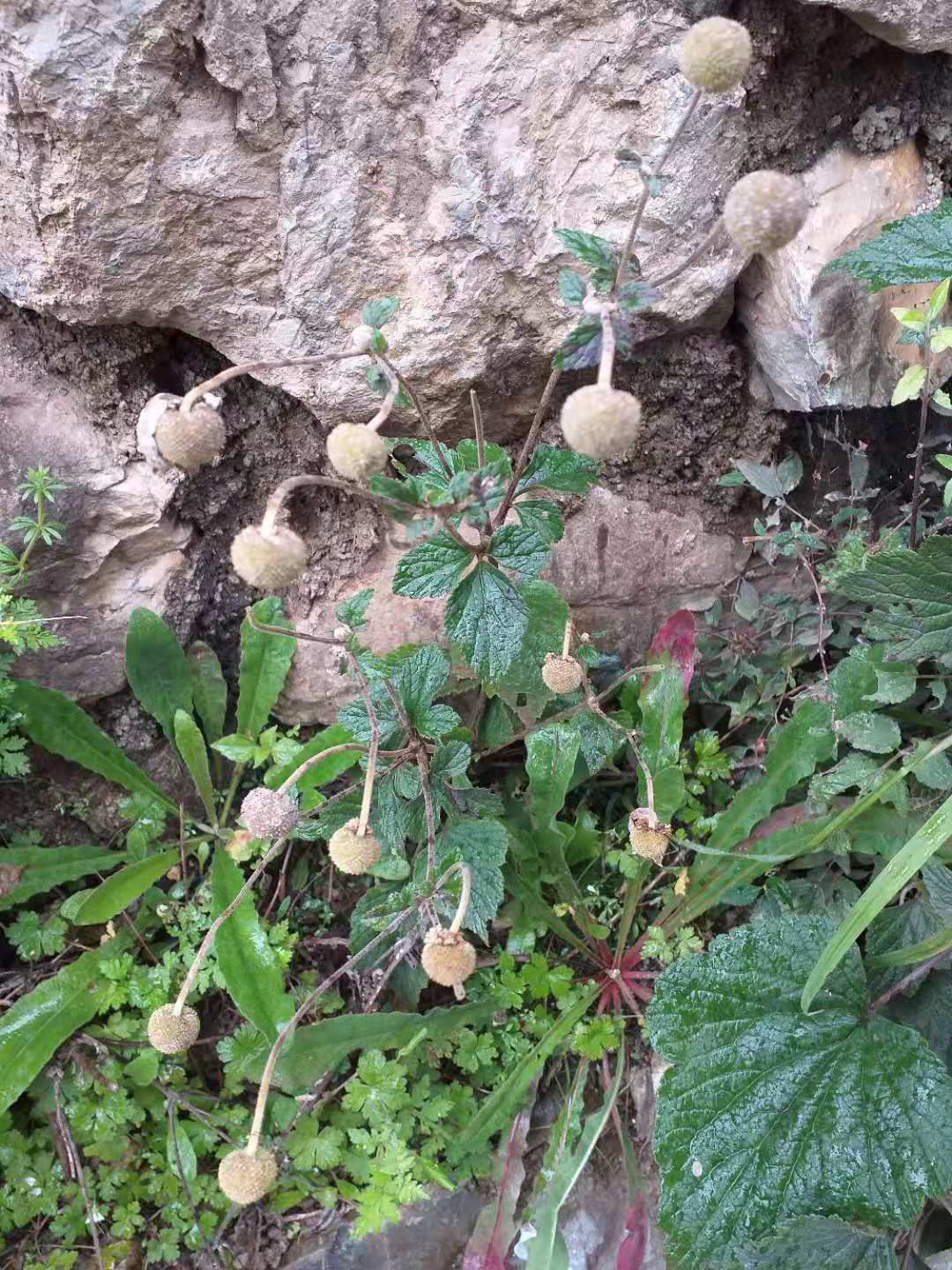
植株。攝於雲南巴拉格宗自然生態園區，中國
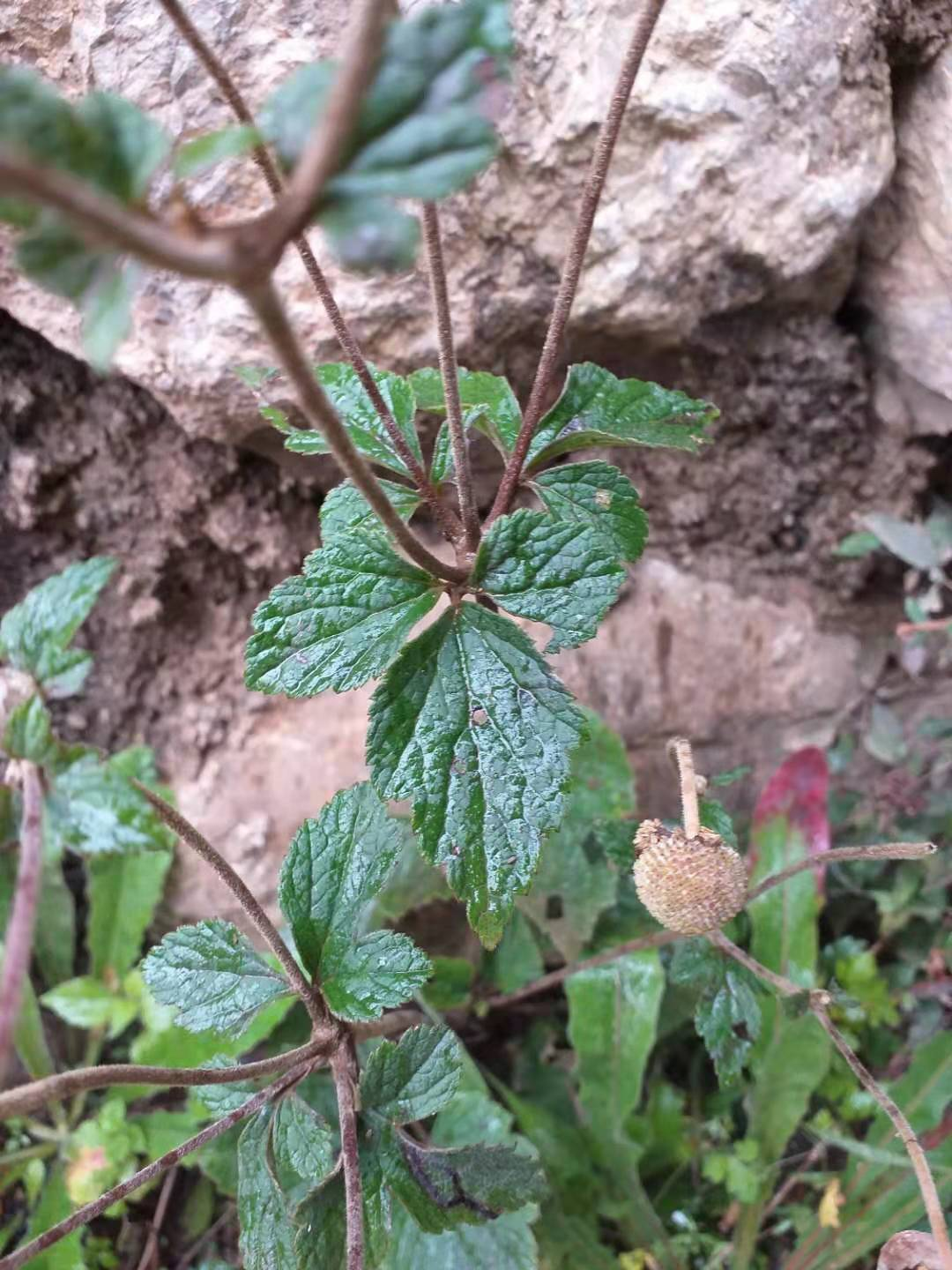
葉序。攝於雲南巴拉格宗自然生態園區，中國
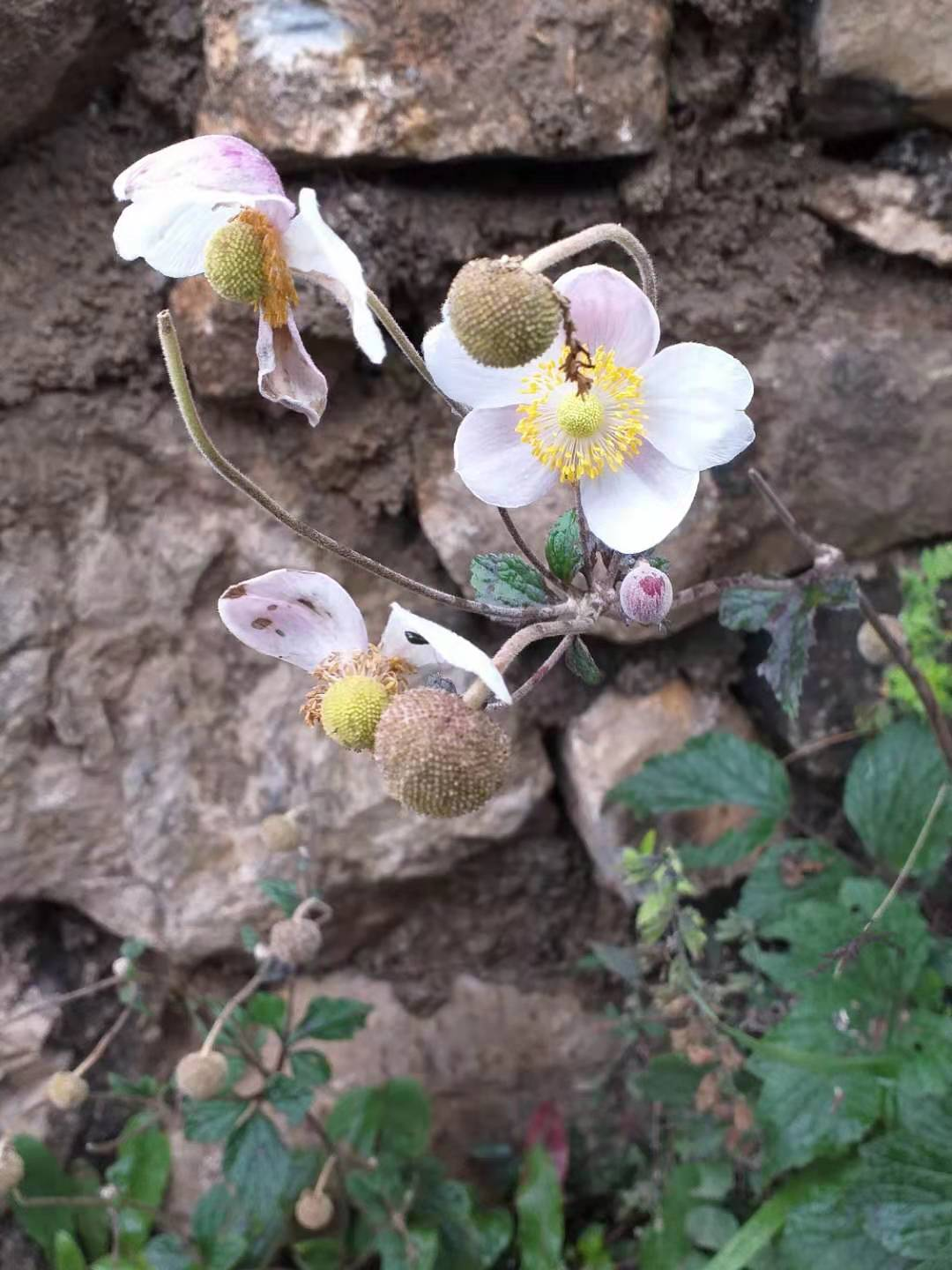
由花苞至果實。攝於雲南巴拉格宗自然生態園區，中國

## 引文出處
1. ↑  . （原始内容存档于2019-02-15）.